# ماك 10
ماك 10 (بالإنجليزية: Mack 10) هو موسيقي ورابر وممثل أمريكي، ولد في 9 أغسطس 1971 في الولايات المتحدة.

## أعمال

### أفلام
- (1999) أثقل من الماء

## وصلات خارجية
- ماك 10 على موقع IMDb (الإنجليزية)
- ماك 10 على موقع ألو سيني (الفرنسية)
- ماك 10 على موقع ميوزك برينز (الإنجليزية)
- ماك 10 على موقع أول موفي (الإنجليزية)
- ماك 10 على موقع إن إن دي بي (الإنجليزية)
- ماك 10 على موقع أول ميوزيك (الإنجليزية)
- ماك 10 على موقع أول ميوزيك (الإنجليزية)
- ماك 10 على موقع ديسكوغز (الإنجليزية)
- ماك 10 على موقع ديسكوغز (الإنجليزية)
- ماك 10 على موقع قاعدة بيانات الفيلم (الإنجليزية)